# Agoudim
Agoudim (àrab أخودم) és una comuna rural de la província de Midelt de la regió de Drâa-Tafilalet. Segons el cens de 2014 tenia una població total de 4.113 persones.